# Mister Feuerstein lebt gefährlich
Mister Feuerstein lebt gefährlich (auch Fred Feuerstein lebt gefährlich, Originaltitel The Man Called Flintstone) ist der erste Zeichentrick-Kinofilm zur Trickserie Familie Feuerstein. Der Filmstart war in den Vereinigten Staaten am 3. August 1966.

## Handlung
Fred Feuerstein wird von zwei Männern verfolgt, die ihn mit dem Top Agenten Steini Schlag verwechseln. Steini Schlag wurde von den feindlichen Agenten verletzt. Nun nimmt Fred seinen Platz ein. Die Mission besteht darin, den bösen Gangster Grüne Gans zu finden und ihn davon abzuhalten, die Welt zu beherrschen.

## Synchronisation
Die Telesynchron Filmgesellschaft gab die Synchronisation in Auftrag. Alexander Welbat schrieb das Dialogbuch und führte die Dialogregie.
| Rolle               | Originalstimme  | Deutsche Stimme   |
| ------------------- | --------------- | ----------------- |
| Fred Feuerstein     | Alan Reed       | Eduard Wandrey    |
| Wilma Feuerstein    | Jean Wander Pyl | Inge Landgut      |
| Barney Geröllheimer | Mel Blanc       | Gerd Duwner       |
| Betty Geröllheimer  | Gerry Johnson   | Ingeborg Wellmann |
| grüne Gans          | Paul Frees      | Gerd Martienzen   |
| Bürgermeister       | Mel Blanc       | Herbert Grünbaum  |
| Stein Schlag        | Paul Frees      | Horst Niendorf    |
| Chief Brocken       | Harvey Korman   | Joachim Nottke    |
| Dr. Mondstein       | Don Messick     | Herbert Grünbaum  |
| Tanya               | June Foray      | Beate Hasenau     |

## Rezeption
- Lexikon des internationalen Films: „Anspielungen auf Agentenfilme der 60er Jahre und eine Vielzahl fantasievoll erdachter Szenen garantieren Spaß für jung und alt.“[2]